# Особняк Миколи Синельникова
Особняк Миколи Синельникова — колишній будинок українського актора, педагога і режисера Миколи Синельникова та історична пам'ятка у центрі Харкова, що знаходиться вулиці Дарвіна, 29. Будівля має статус пам'ятки архітектури та містобудування місцевого значення № 7067-Ха та пам'ятки історії місцевого значення № 2191.

## Історія
Будинок зведений у стилі північний модерн у 1913 році для режисера Миколи Синельникова за проєктом українського архітектора Олександра Ржепішевського.
Тут бували І. Дунаєвський, В. Качалов, Б. Петер, К. Станіславський, М. Тарханов та ін. Так, актор Петкер згадував: «Однажды проходными дворами подкрадывался я к синельниковскому дому, чтобы хоть как-то ощутить дыхание театра».
Поруч з будинком розташований провулок Миколи Синельникова, який з'єднує вулицю Дарвіна з вулицями Манізера та Героїв Рятувальників.

## Архітектура
Споруда розташована на непарному боці вулиці Дарвіна, серед малоповерхових особняків кінця ХІХ та початку ХХ століття.
Виділяється більшою висотою і своєрідним силуетом. Триповерховий, з мансардою та напівпідвалом. Цегляний, з дерев'яними перекриттями й кроквами мансардної покрівлі, з невеликим ризалітом у бік двору і тригранними еркерами, що виходять на вулицю Дарвіна. Каркасні елементи еркерів винесені назовні за типом фахверкової конструкції, проміжки заповнені цеглою і потиньковані. Темні морені конструкції контрастно виділяються на тлі світлого тиньку. Планування — коридорно-анфіладне. Сходи розташовані у правій частині будинку. Від них відходять два паралельні коридори, що ведуть у парадні приміщення, орієнтовані на південь, і до службових приміщень, орієнтованих на північ.
Дах спочатку був з черепиці, але до нашого часу не зберігся. Композиція будується на контрасті: високий шпиль у правій частині будинку і горизонтальна лінія карниза у лівій, глибока протяжна лоджія у центрі фасаду на другому поверсі та еркери на флангах (лівого, що охоплює другий і третій поверхи, і двох малих — праворуч, розташованих на гладкій поверхні стіни). Підсилює контрастність прямокутний проріз проїзду та вхід до сходової клітки, освітленої двома овальними вікнами.

## Галерея

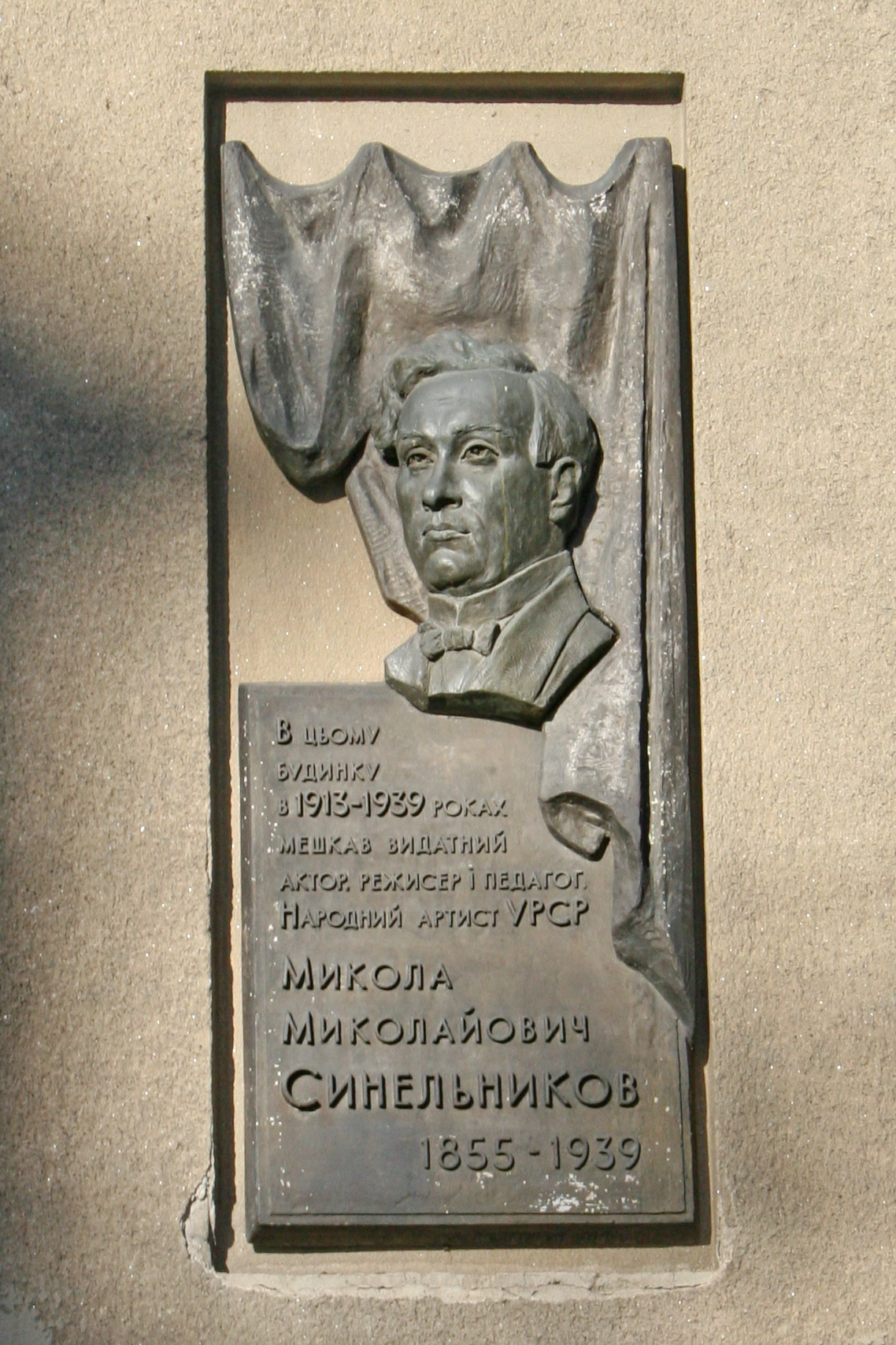
Меморіальна дошка на честь Миколи Синельникова
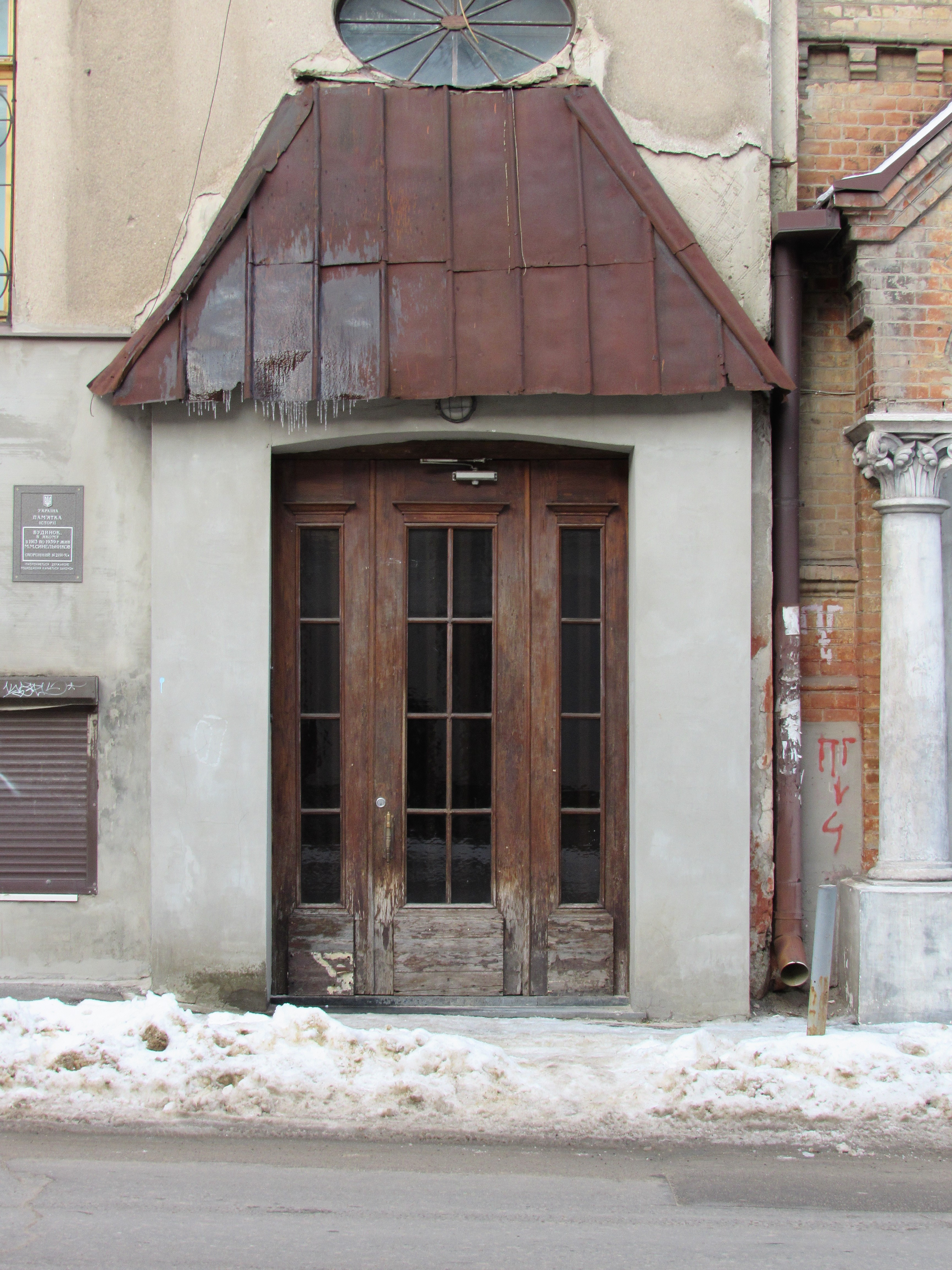
Вхідна група з оригінальними дерев'яними дверима
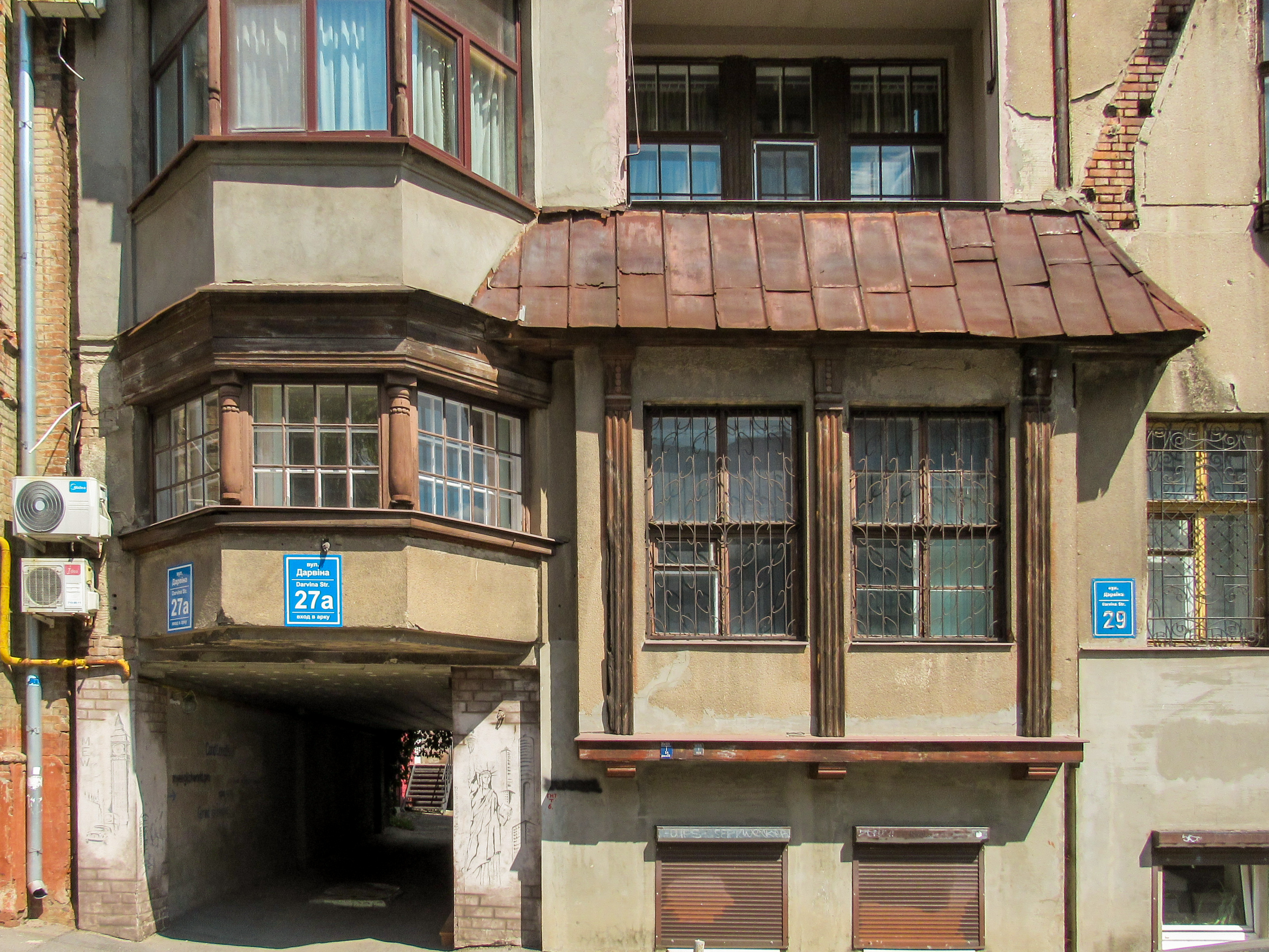
Еркери
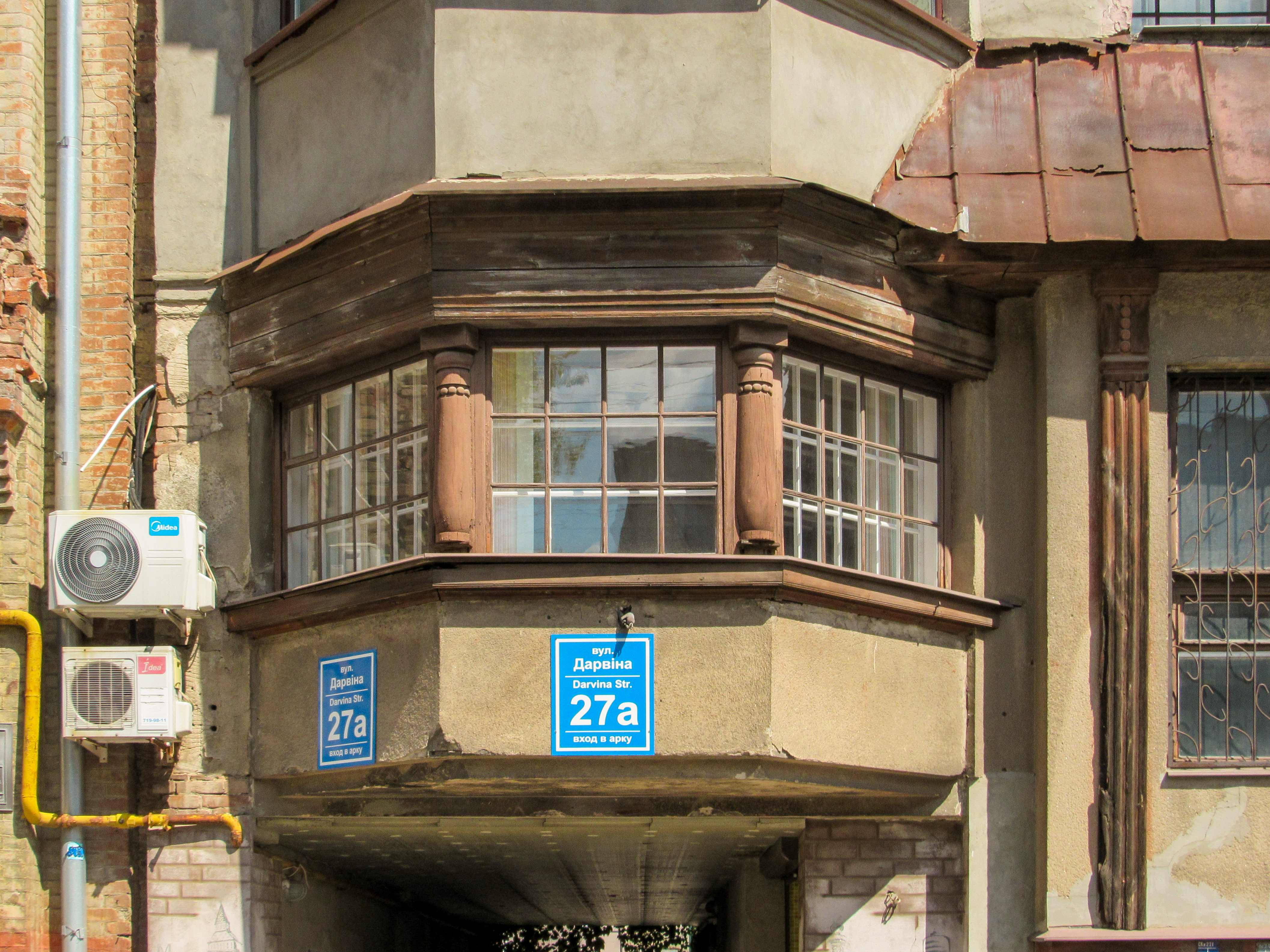
Еркер над аркою
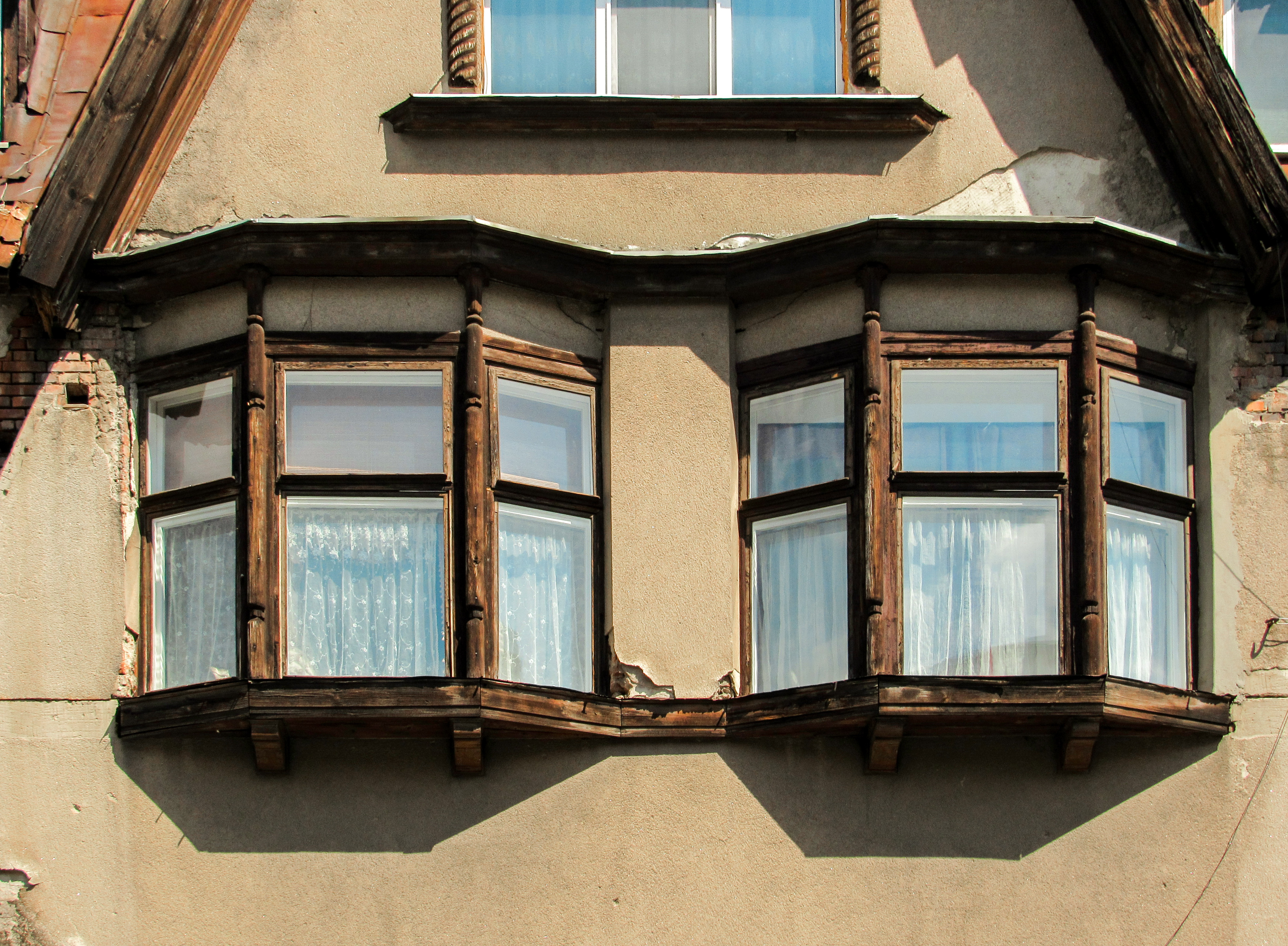
Деталі будинку
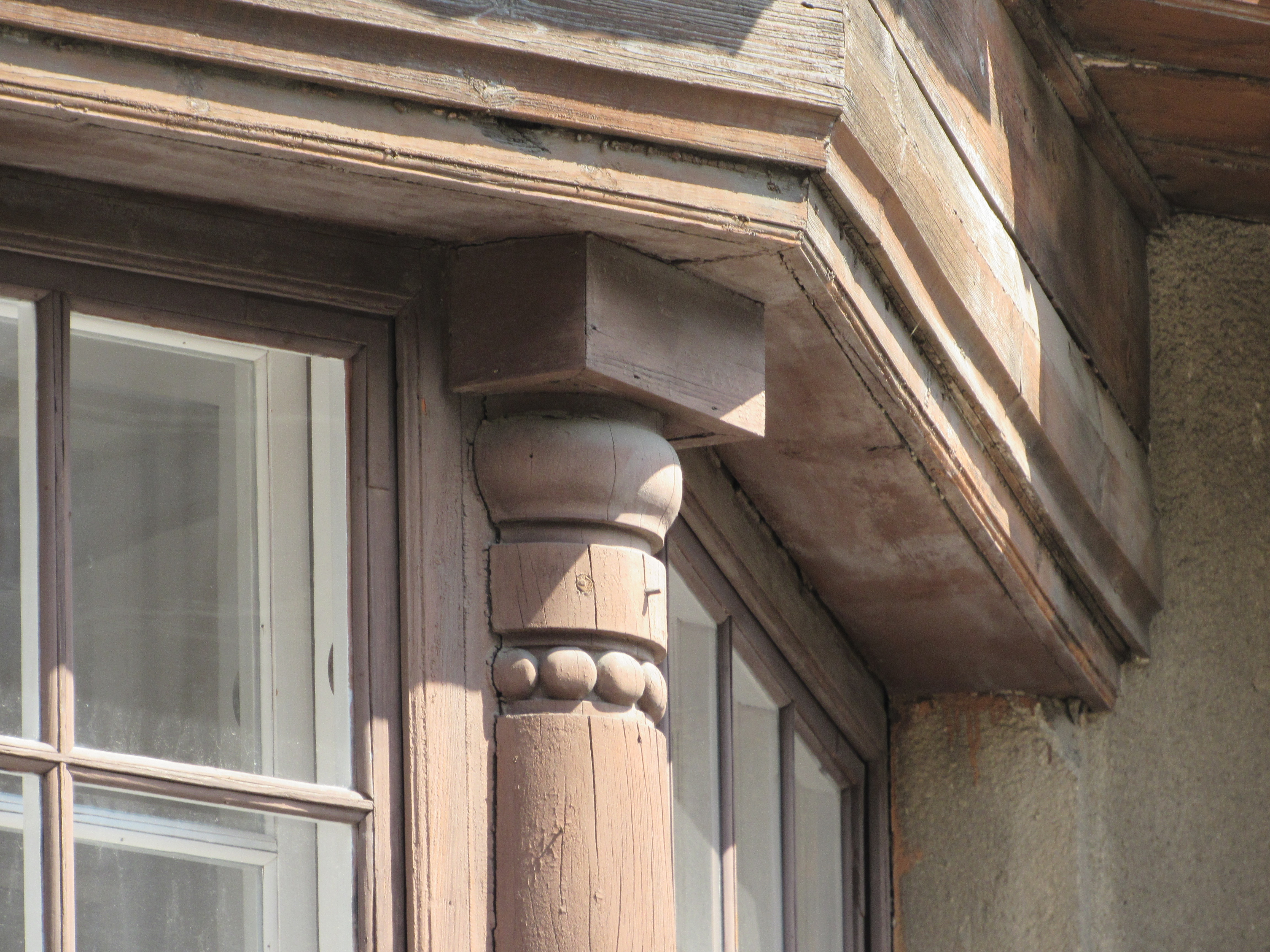
Дерев'яна деталь